# Marta Vergara

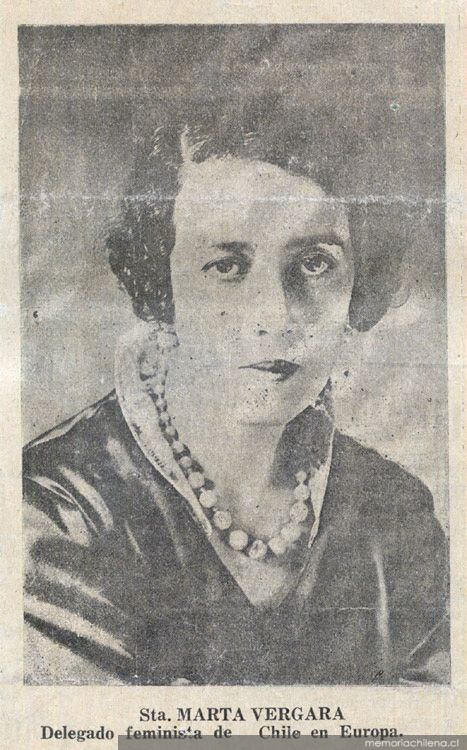
Marta Vergara, 1931

Marta Vergara Varas (* 2. Januar 1898 in Valparaíso, Chile; † 1995 in Santiago de Chile, Chile) war eine chilenische Autorin, Journalistin und Frauenrechtlerin. Sie war 1933 Gründungsmitglied des Comité Pro Derecho de las Mujeres (Komitee für die Rechte der Frau) und gründete 1935 zusammen mit anderen Mitgliedern der Asociación de Mujeres Universitarias die Movimiento Pro Emancipación de la Mujer Chilena (MEMCh). 

## Leben und Werk
Vergara wurde als jüngste von drei Töchtern von Clotilde Varas Valdovinos und Pedro Vergara Silva geboren. 1906 wurde das Haus ihrer Familie bei dem Erdbeben in Valparaíso zerstört und ihre Mutter starb. In den späten 1920er Jahren arbeitete Vergara als Journalistin und floh 1927 nach Europa, als Carlos Ibáñez del Campo von 1927 bis 1931 Präsident war. 
Sie arbeitete in Paris als Korrespondentin für die chilenische Tageszeitung El Mercurio und kontaktierte mit anderen Journalisten, zu denen auch Doris Stevens gehörte. Stevens führte sie in die von ihr geleitete Studie ein, die die Interamerikanische Frauenkommission Comisión Interamericana de Mujeres (CIM) in Bezug auf die Nationalität von Frauen durchgeführt hatte. 1930 nahm Vergara als chilenische Delegierte an der Haager Kodifizierungskonferenz teil und war im folgenden Jahr Moderatorin für den Bericht an die Genfer Liga. Nach der Konferenz blieb Vergara weitere Monate in Genf und kehrte 1932 nach Chile zurück. 1933 sollte Vergara Chile auf der Panamerikanischen Konferenz 1933 in Montevideo, Uruguay, vertreten, doch ein Interessenkonflikt von ihr und Stevens führte dazu, dass Vergara sich von der CIM zurückzog. Sie glaubte, dass die Bedürfnisse der Frauen der Arbeiterklasse nicht berücksichtigt wurden. 
1935 gründete Vergara mit Elena Caffarena, Flora Heredia, Evang Matte, Graciela Mandujano, Aída Parada, Olga Poblete, Eulogia Román und Clara Williams de Yunge die Pro-Emanzipationsbewegung der chilenischen Frauen Movimiento Pro-Emancipación de las Mujeres de Chile (MEMCh). Vergara wurde Herausgeberin des monatlichen Bulletins der Organisation, La Mujer Nueva, welches Artikel zu verschiedenen Frauenfragen und Informationen zu internationalen Treffen und Konferenzen veröffentlichte. Am 17. November 1936 heiratete sie in Santiago den Fotografen Marcos Chamúdez Reitich und nahm im folgenden Monat an der CIM-Konferenz in Buenos Aires teil.
1937 zog sich Vergara zusammen mit Caffarena von der MEMch zurück, als sich herausstellte, dass die kommunistischen Mitglieder versuchten, die Organisation neu zu gestalten, um sich ausschließlich auf die Probleme der Frauen der Arbeiterklasse zu konzentrieren. 1939 wurden Vergara und ihr Mann von der kommunistischen Partei ausgeschlossen und zogen 1941 in die Vereinigten Staaten und lebten für eine kurze Zeit in New York. 
Während des Zweiten Weltkriegs arbeitete das Paar in Europa, wo sie wieder als Journalistin tätig war und ihr Mann als Kriegsfotograf arbeitete. Nach Kriegsende zog sie nach Washington, D.C., wo sie als chilenische Vertreterin bei der Interamerikanischen Frauenkommission tätig war. Sie war verantwortlich für den Bericht des CIM von 1949, in dem allen Mitgliedstaaten der Organisation Amerikanischer Staaten empfohlen wurde, sich für die bürgerliche, wirtschaftliche und politische Gleichstellung von Frauen einzusetzen. Der Bericht erhielt 1949 Unterstützung von der neunten internationalen Konferenz amerikanischer Staaten in Bogotá und chilenische Frauen erhielten im selben Jahr das volle Wahlrecht.
Das Paar kehrte 1951 nach Chile zurück, wo ihr Mann als Fotojournalist arbeitete und antikommunistische Artikel schrieb. Vergara veröffentlichte 1962 ihre Autobiografie Memorias de una mujer irreverente (Erinnerungen einer respektlosen Frau), die mit dem Santiago Municipal Literature Award ausgezeichnet wurde. Sie war weiterhin als Schriftstellerin tätig, bis sie erblindete. 1995 starb sie in Santiago.

## Veröffentlichungen (Auswahl)
- Circunstancias. Santiago de Chile: Sociedad Boletín Comercial Salas & Cia., 1927.
- Necesidad del control de los nacimientos: el problema del aborto y la mujer obrera. La Mujer Nueva. Santiago, Chile, Movimiento Pro-Emancipación de las Mujeres de Chile. 1 (4), 1936.
- Mejor salario y menos hijos son los requisitos indispensables para emancipar a la mujer. La Mujer Nueva. Santiago, Chile, Movimiento Pro-Emancipación de las Mujeres de Chile. 1 (5), 1936.
- ¿Cuál es la situación de la mujer? Extracto del informe de Marta Vergara. La Mujer Nueva. Santiago, Chile, Movimiento Pro-Emancipación de las Mujeres de Chile, 2 (18), 1937.
- Memorias de una mujer irreverente. Santiago de Chile, Zig-Zag 1962, ISBN 978-9563241983.
- Los adioses del caballero amalgamado. Santiago, Chile, Ediciones Politíca-Economía-Cultura, 1966.
- Me despido de otro caballero: ensayo. I say goodbye to another gentleman. Santiago, Chile, Biblioteca Nacional, 1968.
- Aprender a escribir por causas honorables y otras no tanto. El Cronista Santiago. Santiago, Chile, 1976.